# جورج هوردالک
جورج هوردالک (آلمانی: George Hurdalek; ۶ فوریهٔ ۱۹۰۸ – ۱۵ ژوئن ۱۹۸۰) فیلم‌نامه‌نویس و کارگردان فیلم اهل آلمان بود.
هوردالک فیلم‌نامه‌نویس فیلم‌هایی همچون زندانی پادشاه، آخرین نفر و شهر بی‌ترحم بوده‌است. وی همچنین برندهٔ جوایزی همچون جایزه فیلم آلمان شده‌است.